# Gull Arm
Een Gull Arm is een banaanachtervork van Honda-motorfietsen. 
Hij werd voor het eerst toegepast op de Honda NSR 250 R straatmotor (1990), die voornamelijk voor de Japanse markt bestemd was.